# Bisdom Jalapa
Het bisdom Jalapa (Latijn: Dioecesis Ialapensis in Guatimala) is een rooms-katholiek bisdom met als zetel Jalapa, in Guatemala. Het bisdom is suffragaan aan het aartsbisdom Santiago de Guatemala. 

## Geschiedenis
Het bisdom werd opgericht op 10 maart 1951, uit delen van het aartsbisdom Guatemala. Op 25 januari 2016 verloor het gebied bij de oprichting van het bisdom San Francisco de Asís de Jutiapa.

## Parochies
Het bisdom had in 2021 een oppervlakte van 3.985 km2 en telde 506.502 inwoners waarvan 85,0% rooms-katholiek was.

## Bisschoppen
- Miguel Angel García y Aráuz (30 april 1951 - 29 januari 1987)
- Jorge Mario Avila del Aguila (29 januari 1987 - 5 december 2001)
- Julio Edgar Cabrera Ovalle (5 december 2001 - 30 maart 2020)
- José Benedicto Moscoso Miranda (30 maart 2020 - heden)